# 집사
집사(執事)는 일반적으로 사무를 관할하는자를 의미하며, 고위 인물의 집이나 사찰에서 가사 · 사무를 도맡는 사람을 가리킨다.

## 어원
한국에서는 원래 집사관(執事官) 또는 집사(執事)라 불리는 관직이었다. 《삼국유사》에 따르면, 신라 사량부의 도화녀가 진지왕의 혼과 맺어 비형랑을 낳았는데, 진평왕이 궁중에 들여다가 길러 15살이 되자 집사를 제수하였다고 한다. 당시 집사는 석장(石匠)들을 지휘 감독해 공사하는 직책이었다.

## 시대별 집사
신라 말에는 왕실의 기밀 사무를 관장하던 집사성(執事省)이 설치되었다. 집사성은 신라의 최고관청이었고, 그 장관은 진골 출신이 임명되었는데, 초기에는 진덕여왕 5년 중시(中侍), 후기에는 경덕왕 6년 시중(侍中)으로 고쳤다.
고려 시대에는 집사가 향리직 가운데 하나로서, 집사는 사(史)로 바뀌었는데, 이는 집사성의 사(史)에서 유래한다.
조선 시대에는 집사가 국왕과 왕실을 중심으로 한 각종 의식에서 주관자를 도와 의식을 진행시킨 의식 관원이었다. 점차 의미가 확대되어, 각종 행사 의식을 집전하는 집사관 및 집례관도 집사라고 칭하게 되었다. 집례관의 우두머리를 주례(主禮)라고 부르기도 했다. 이는 뒤에 혼례의 주례로 역할이 한정되기도 한다.
집사관 가운데 선전관(宣箋官)은 조선시대 국왕을 위한 조하의식(朝賀儀式)에서 백관의 전문(箋文)을 읽어 바치는 관직이며, 선전관(宣傳官)과는 다르다.

## 같이 보기
- 선전관